# Togha Temür
Pour les articles homonymes, voir Temur.
Togha Temür, ou Tughay Timur (? -1353) est un prétendant au trône des il-khans. En 1338, sa candidature est soutenue par le jalayiride Hasan Buzurg contre Sati Beg fille de l'il-khan Oldjaïtou, veuve de l'émir Chupan et d'Arpa Ka'on le successeur de l'il-khan Abu Saïd, soutenue par les Chupanides. Il est rapidement remplacé par un nouveau prétendant Jahan Temür petit-fils de l'il-khan Ghaykhatou en 1339. Il reste gouverneur du Khorasan et de l'est du Mazandaran (actuelle région du Golestan) jusqu'à son assassinat par des Sarbadârs en 1353. Son fils Luqman lui succède sur un territoire réduit avec pour capitale Astarabad (Gorgan) jusqu'en 1388.

## Biographie
Togha Temür est un descendant de Jöchi Khasar frère de Gengis Khan. Son grand-père est Baba Ba'adur, un noyan (commandant d'un tumen (une unité de 10000)), qui fut mutée au Khurasan en 1305 avec son tumen, et entra au service d'Oldjaitou; en 1315, il fit une incursion dans le Khwarizm et, à la suite des plaintes d'Uzbeg Khan, il fut exécuté sur ordre d'Oldjaitou avec son fils; sa famille resta établie au Mazanderan, c'est-à-dire dans l'est du Tabaristan et du Gurgan où son pouvoir dura jusqu'en 1405 à la mort de Tamerlan.
Il est proposé comme candidat au trône des il-khans par le gouverneur du Khorasan, Chaykh 'Ali ben 'Ali Qushji. Ce dernier souligne le lien de parenté entre Togha Temür et Gengis Khan. Il convainc les princes de l’est de la Perse de l’accepter comme suzerain. Togha Temür accompagné de Musa Khan (en) se dirigent vers leur ennemi commun le jalayiride Hasan Buzurg. La rencontre a lieu en juin 1337, près de Maragha. Au moment où les deux armées vont s’affronter, Togha Temür se retire et laisse Musa Khan seul devant Hasan Buzurg. Musa Khan est pris et mis à mort par Hasan Buzurg le 10 juillet 1337. Togha Temür se replie jusqu’à Bastam. Le Khorasan et le Mazandaran restent sous sa domination, mais l’Azerbaïdjan ne va pas rester longtemps sous la domination de Hasan Buzurg. Le chupanide Hasan Kûtchek, resté jusque-là caché en Anatolie rameute les partisans de son père autour d’un esclave turc nommé Qârâ-Jarî qu’il fait passer pour son père. Il attire ainsi sous sa bannière une troupe hétéroclite. Malgré l’intervention du sultan An-Nâsir pour démasquer l’imposteur, Hasan Kûtchek parvient à fédérer les partisans des Chupanides. Il part de Karahisar à la rencontre des armées de Hasan Buzurg. Les deux armées se rencontrent près de Nakhitchevan le 10 juillet 1338. C’est une victoire pour les Chupanides. Il semble que la veille de la bataille, Hasan Kûtchek soit parvenu à obtenir la désertion de Pir Husayn petit-fils de Chupan et du gouverneur de Tabriz, ce qui a provoqué l’effondrement de l’aile droite des armées de Hasan Buzurg. Surgan et sa mère Sati Beg la sœur d’Abu Saïd, veuve de l’émir Chupan puis de l'éphémère il-khan  Arpa Ka'on, jusque-là fidèles aux Jalayirides désertent aussi. Après l’exécution du sultan fantoche Muhammad, Qârâ-Jarî le faux Temür Tash essaie de se débarrasser de Hasan Kûtchek. Ses intentions sont découvertes et il s’enfuit rejoindre Hasan Buzurg.
Hasan Kûtchek est rejoint par Surgan et sa mère Sati Beg. Hasan Kûtchek place sur le trône Sati Beg et marche contre son rival Hasan Buzurg, croyant qu’il n’a pas eu le temps de reconstituer ses armées après sa défaite. Une négociation aboutit à un accord de partage : Sati Beg et les Chupanides retournent dans l’Arran, l’émir Alaeddin Eretna une partie de l’Anatolie échoit à Malek Achraf frère de Hasan Kûtchek, le fils de l’injouïde Charaf ad-Dîn Mahmud se partagent le Fars, le muzaffaride Mubâriz ad-Dîn Muhammad conserve Yazd, Togha Temür règne sur le Mazandaran et le Khorasan. Hasan Buzurg n’a pas confiance quant à la durée de cet arrangement, il préfère reconnaître Togha Temür comme il-khan.

### Le règne
Hasan Kûtchek manœuvre pour séparer Togha Temür de Hasan Buzurg. Il promet la main de Sati Beg à Togha Temür en promettant qu’il se dévouerait à son service s’il consentait à combattre avec lui son ennemi Hasan Buzurg. Sati Beg est censée donner son consentement dès qu’il aurait un  écrit de Togha Temür lui assurant son concours. Dès que Hasan Kûtchek reçoit le message de Togha Temür qui l’assure de son aide contre et de son aversion pour Hasan Buzurg, il le fait parvenir à son adversaire en lui soulignant la duplicité de Togha Temür. Ce dernier s’aperçoit trop tard qu’il est tombé dans un piège et perd son titre d’il-khan, il continue néanmoins son règne dans le Khorasan jusqu’à son exécution par des Sarbadârs en 1353. Hasan Buzurg cherche une autre solution, il met sur le trône Jahan Temür un descendant d’Abaqa. De son côté Hasan Kûtchek estime qu’une femme ne peut pas rester sur le trône. Hasan Kûtchek apprend en outre que Sati Beg en veut à ses jours. Il fait tuer plusieurs des officiers de Sati Beg et de son fils Surgan. Il met sur le trône Sulayman et oblige Sati Beg à l’épouser.

### Lutte contre les Sarbadârs
En septembre 1337, le premier sarbadâr est aussi le plus connu d’entre eux, ʿAbd al-Razzâq Bâchtînî s’empare de Bayhaq (Sabzevar). En novembre, il marche sur Forûmad qu’il pille. La rébellion des Sarbadârs prend de l’ampleur faute de forces capables de la contrecarrer. Les armées mongoles ont délaissé le Khorasan et sont alors en campagne en Azerbaïdjan. En juin ou juillet 1338, ʿAbd al-Razzâq est assassiné par son frère Wajîh al-Dîn Mas`ud qui continue son œuvre en s’emparant de Nichapur aux dépens de Togha Temür. Les Sarbadârs reconnaissent nominalement la suzeraineté Togha Temür.
En 1342, Wajîh al-Dîn Mas`ud part en campagne contre Hérat puis en 1344, dans le Mazandaran. Il laisse le commandement à Ay Tīmūr Muhammad, un fils d’esclave, probablement le fils d’un soldat-esclave (gholâm) turc. Wajîh al-Dîn Mas`ud meurt pendant sa campagne dans le Mazandaran, Ay Tīmūr Muhammad prend sa succession. Il reconnaît la suzeraineté de Togha Temür. Il place ses meilleures troupes sur les frontières et en accroît le nombre par l’apport des derviches dont le chef Ḥasan Jūrī a été tué par Wajîh al-Dîn Mas`ud. C’est un succès militaire mais un échec politique car les derviches le haïssent car ils le considèrent comme le représentant de Wajîh al-Dîn Mas`ud, l’assassin de leur maître. En aout/septembre 1346, les derviches alliés aux descendants d’ʿAbd-al-Razzāq and Masʿūd se débarrassent du « fils d’esclave » Ay Tīmūr Muhammad.
La plupart des petits souverains du Khorasan s’étaient mis sous la protection du prince de Hérat le Kert Mu`izz al-Dîn Pîr Husayn qui vivait en bonne intelligence avec le Khan Togha Temür. Après sa victoire sur les Sarbadârs, il se déclare indépendant et dévaste les districts d’Andkhoi et de Chéberghân dépendants de la Transoxiane.

### La succession de Togha Temür
Togha Temür est assassiné près d’Astarabad (Gorgan) en 1353 par le prince des Sarbadârs. L’émir Valî, un des principaux émirs de Togha Temür prend la fuite après l’assassinat de son maître. Ensuite il rassemble sous sa bannière tous les partisans de Togha Temür et reprend aux Sarbadârs la ville d’Astarabad ainsi que tout le Mazandaran. Dans un premier temps il appelle le fils de Togha Temür, Luqman pour le mettre sur le trône de son père, mais il se ravise et chasse tous les parents de Togha Temür. L’émir Valî s’autoproclame le protecteur de Luqman et exerce en réalité tout le pouvoir. En 1370, le successeur de Hasan Buzurg, Uways Ier combat Véli et le tue près de Ray. Le  muzaffaride Jalâl ad-Dîn Shâh Shujâ`se trouve ainsi débarrassé d’un de ses adversaires potentiels. En 1384, Tamerlan fait une incursion en Perse. À cette période Luqman a trouvé refuge auprès de Tamerlan à Samarcande. Après avoir conquis Le Mazandaran, Tamerlan nomme Luqman gouverneur d’Astarabad.